# Голлінс (Алабама)
Голлінс (англ. Hollins) — переписна місцевість (CDP) в США, в окрузі Клей штату Алабама. Населення — 517 осіб (2020).

## Географія
Голлінс розташований за координатами 33°7′18″ пн. ш. 86°7′37″ зх. д. / 33.12167° пн. ш. 86.12694° зх. д. (33.121757, -86.126967).  За даними Бюро перепису населення США в 2010 році переписна місцевість мала площу 30,75 км², з яких 30,67 км² — суходіл та 0,08 км² — водойми.

## Демографія
Згідно з переписом 2010 року, у переписній місцевості мешкало 545 осіб у 205 домогосподарствах у складі 156 родин. Густота населення становила 18 осіб/км².  Було 231 помешкання (8/км²).
Расовий склад населення:
| - 89,4 % — білих - 7,7 % — чорних або афроамериканців - 0,6 % — корінних американців |

До двох чи більше рас належало 1,8 %. Частка іспаномовних становила 0,7 % від усіх жителів.
За віковим діапазоном населення розподілялося таким чином: 25,3 % — особи молодші 18 років, 60,8 % — особи у віці 18—64 років, 13,9 % — особи у віці 65 років та старші. Медіана віку мешканця становила 38,5 року. На 100 осіб жіночої статі у переписній місцевості припадало 100,4 чоловіків;  на 100 жінок у віці від 18 років та старших — 99,5 чоловіків також старших 18 років.
Медіана доходів становила 26 743 долари для чоловіків та 23 173 долари для жінок. За межею бідності перебувало 24,4 % осіб, у тому числі 38,1 % дітей у віці до 18 років та 0,0 % осіб у віці 65 років та старших.
Цивільне працевлаштоване населення становило 198 осіб. Основні галузі зайнятості: роздрібна торгівля — 32,3 %, освіта, охорона здоров'я та соціальна допомога — 16,7 %, науковці, спеціалісти, менеджери — 16,2 %.